# 地域主権型道州制国民協議会

地域主権型道州制国民協議会（ちいきしゅけんがたどうしゅうせいこくみんきょうぎかい）は、日本の政治団体。
今日の日本の危機的状況、また、閉塞感を打破するには、130年続いている日本の「国のかたち」を根本から変えなければ、日本の明日はない、という共通の認識から結成された。その原因の根源は、「中央集権」またそれを成り立たしめている「官僚制」にあり、その全国一律主義が悪平等を生み出し、がんじがらめの帰省によって、国民に閉塞感をもたらし、地方を疲弊させ、若者にやる気を失わせていると見ている。また、38万平方Ｋの国土を47単位の狭い行政区分に細切れにする非効率、重複によって、ムダでコストのかかる、国民に負担をかけるとしている。いまの国のかたちを改め、グローバル化する世界のなかで効率よく、なにより国民、若者、地方が元気になる「地域主権型道州制」の実現をめざすべきとして、一般国民のレベルでの国民運動の中心的役割を目指している。
現在の会員は、約3000人、地方議員は全国で約1500人となっている。すでに、県を越えて各地に道州制を目指す地方の政治家連盟が次々に結成されている。東北州政治家連盟、南関東州政治家連盟、東海州政治家連盟、関西州政治家連盟、また、ちかく中国州政治家連盟、九州政治家連盟が結成される予定という。
名誉会長は、元経済企画庁長官の堺屋太一、会長は江口克彦参議院議員、理事長は、村橋孝嶺・Mマート社長。
なお、道州制では、移民等の政策は国の役割となっており、各道州では移民問題や外国人の入出管理を取り扱うことは不可能としている。だが、民主党政権が永住外国人の地方参政権付与におおむね賛成をしていること、二重国籍を容認する方向を示していることに、同協議会は強く批判、反対した。また、安易な増税は国を滅ぼすとして、早急に地域主権型道州制を導入し、効率のいい行政（二重行政の解消、国会議員、地方議員の定数削減、ダイナミックな成長路線の立案と実行など）を行なうべきと主張している。